# پاسانگ لامو شرپا
پاسانگ لامو شرپا (نپالی: पासाङ ल्हामु शेर्पा؛ ۱۰ دسامبر ۱۹۶۱(2018 mangsir 28) – ۲۲ آوریل ۱۹۹۳ (۳۲ ساله)) اولین زن کوهنورد  نپالی بود که به قله کوه اورست صعود کرد.